# Trauaxa obliqualis
Trauaxa obliqualis là một loài bướm đêm trong họ Erebidae.